# The Guilt Trip
The Guilt Trip is een Amerikaanse komediefilm uit 2012 met in de hoofdrol Barbra Streisand en Seth Rogan. De film ontving slechte recensies en was geen succes in de bioscopen.

## Plot
Een verkoper en zijn moeder reizen van New Jersey naar Las Vegas.

## Rolverdeling
- Barbra Streisand - Joyce Brewster
- Seth Rogen - Andrew ‘Andy’ Brewster
- Brett Cullen - Benjamin Graw
- Adam Scott - Andrew Margolis, Jr.
- Ari Graynor - Joyce Margolis
- Casey Wilson - Amanda
- Colin Hanks - Rob